# شهرستان پینگنان (فوجیان)
شهرستان پینگنان (به انگلیسی: Pingnan County) یک شهرستان در چین است که در نینگده واقع شده‌است.